# Évaluation de technologie
L'évaluation de technologie est l'estimation, à partir d'une analyse financière, sa valeur, autrement dit son prix potentiel.
Le terme est parfois utilisé dans le sens de l'appréciation de technologie qui a une perspective beaucoup plus globale que la simple valorisation financière et qui inclut l'impact sur la société et l'environnement.

## Objectif
Cette évaluation sert en particulier pour servir de base aux négociations portant sur le prix de cession de licences d'exploitation de brevets.
Elle peut également servir dans l'élaboration du plan d'affaires, dans la recherche de financement de projet dans des litiges portant sur la propriété intellectuelle, dans l'optimisation fiscale d'opérations technologiques, dans la négociation de poids relatifs dans un consortium, dans la mise en place d'une politique de valorisation de la propriété intellectuelle, dans l'évaluation d'entreprise.